# Soneto 58
| «» Soneto 58 |
| --- |
| That god forbid, that made me first your slave, I should in thought control your times of pleasure, Or at your hand the account of hours to crave, Being your vassal, bound to stay your leisure! O! let me suffer, being at your beck, The imprison'd absence of your liberty; And patience, tame to sufferance, bide each check, Without accusing you of injury. Be where you list, your charter is so strong That you yourself may privilege your time To what you will; to you it doth belong Yourself to pardon of self-doing crime. I am to wait, though waiting so be hell, Not blame your pleasure be it ill or well. |
| –William Shakespeare |

O Soneto 58 foi escrito por William Shakespeare e faz parte dos seus 154 sonetos. 

## Traduções
Na tradução de Thereza Christina Rocque da Motta,
Que Deus me perdoe, por me tornar teu escravo,
Que eu deva pensar em velar tuas horas de prazer,
Ou para ti contar os momentos de ansiedade,
Sendo teu vassalo disposto a estar à tua mercê.
Ó deixa-me sofrer, sob tua vista,
A ausência aprisionada de tua liberdade,
E domada pela paciência para sofrer a cada vez
Sem te acusar de me injuriares.
Estejas onde estiveres, teu jugo é tão forte,
Que podes privilegiar teu tempo
Para o que quiseres; a ti somente cabe
Perdoar-te por teus próprios crimes.
Devo aguardar, embora esperar seja o inferno,
Sem culpar teu prazer, seja ele o mal ou o bem.